# Pünktchen und Anton
Pünktchen und Anton ist der zweite Kinderroman von Erich Kästner und dem Illustrator Walter Trier. Er erschien am 9. November 1931.

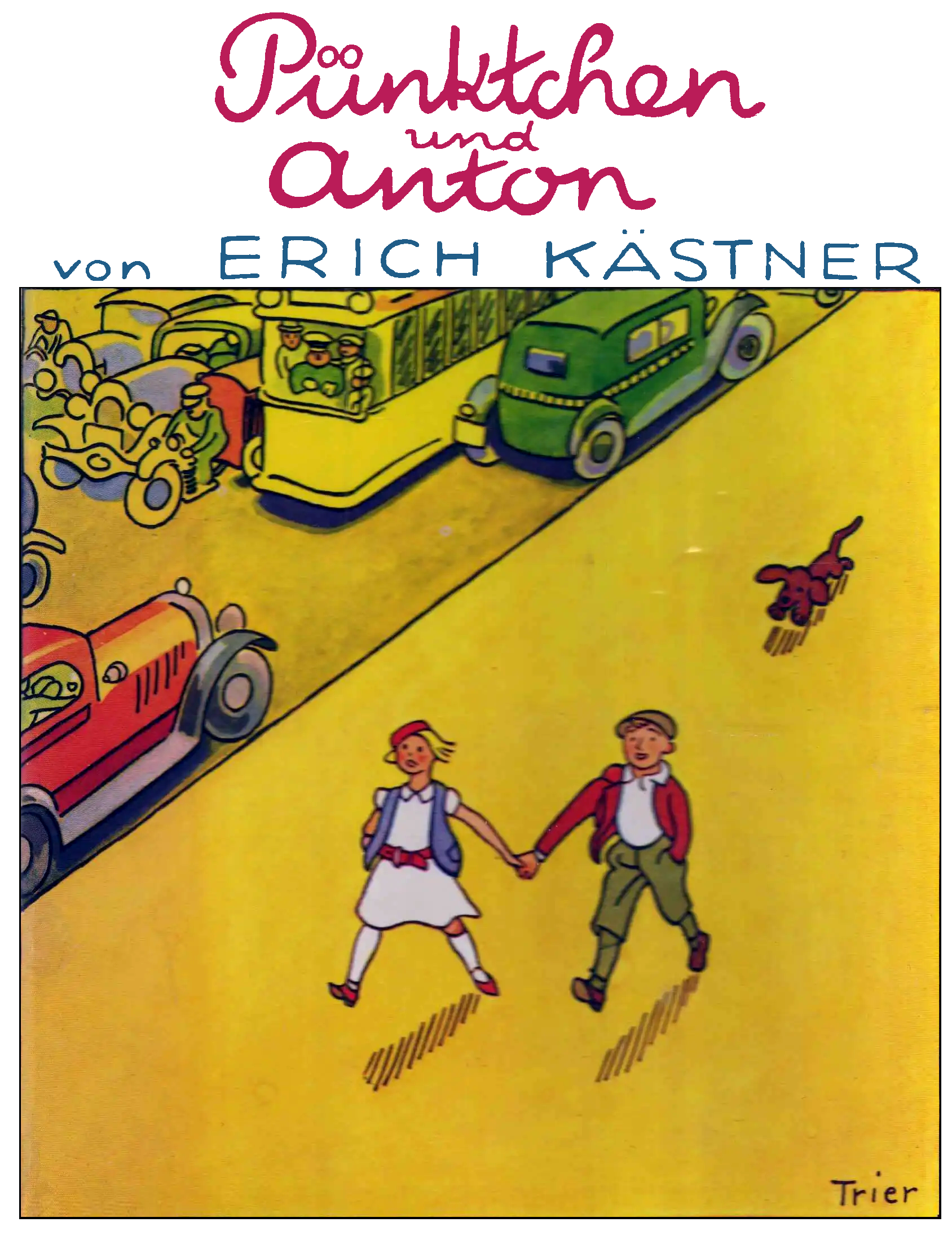
Titelseite der frühen Ausgaben

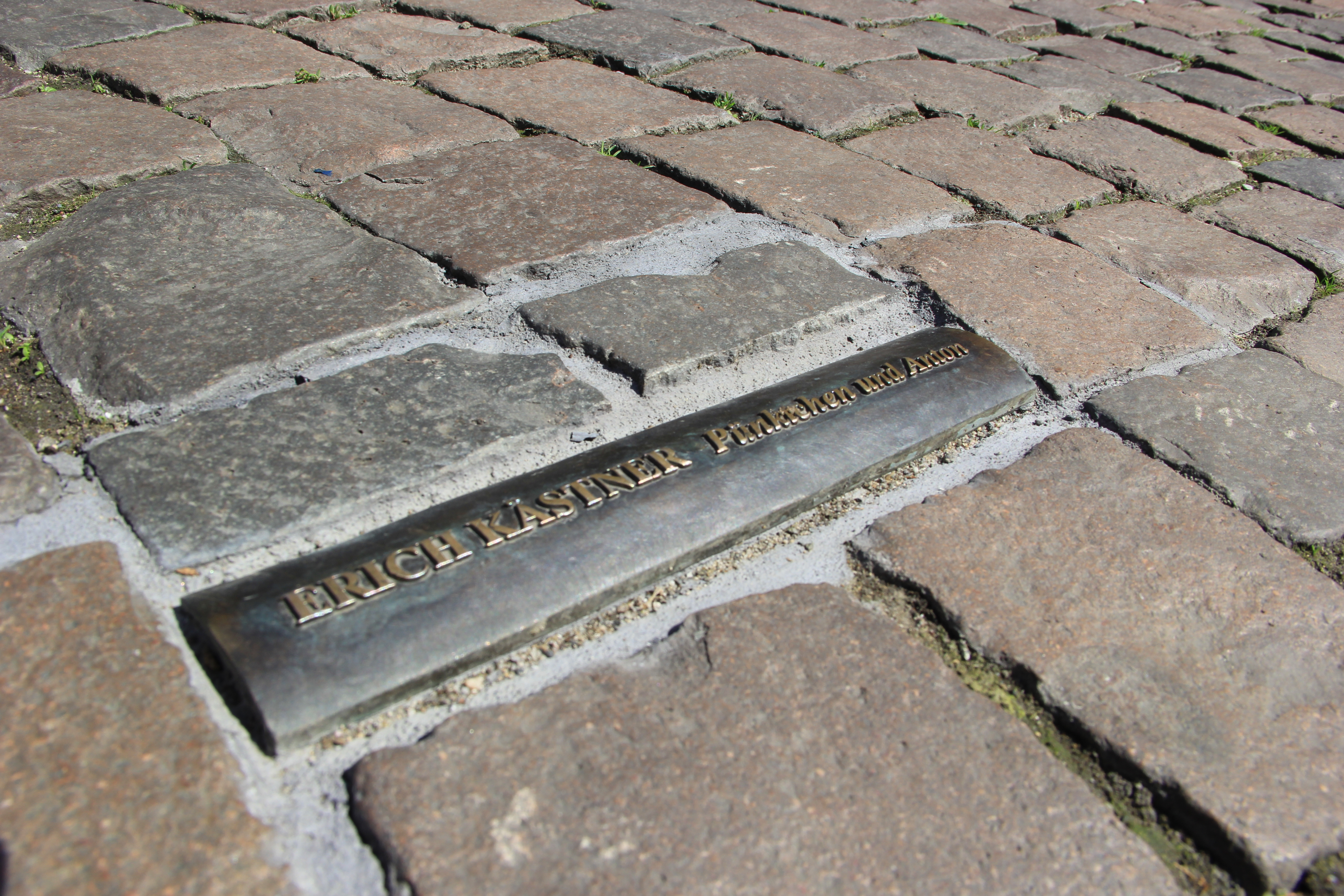
„Pünktchen und Anton“, Mahnmal zur Bücherverbrennung auf dem Bonner Marktplatz

## Inhalt
Der Roman handelt von dem Mädchen Luise Pogge, genannt Pünktchen, das in Berlin in wohlhabenden Verhältnissen lebt, und dem Jungen Anton Gast, dessen Lebensstandard weit unter dem von Pünktchen liegt. Anton lebt allein mit seiner kranken Mutter in einer kleinen Wohnung. Damit beide über die Runden kommen, muss Anton neben der Schule Geld verdienen und seiner Mutter bei der Hausarbeit helfen.

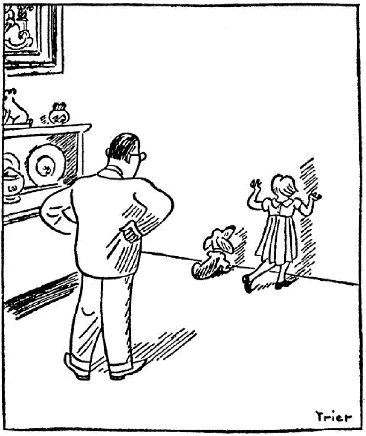
Walter Trier (1931): Pünktchen stand vor der Wand und knickste

Pünktchens Vater, ein Spazierstockfabrikant, und auch ihre Mutter, die selten zu Hause ist, haben kaum Zeit für das Mädchen. In der großen Wohnung leben zudem ein Kinderfräulein namens Andacht und die Köchin Berta, genannt „die Dicke Berta“, sowie der Dackel Piefke.
Obwohl ihre Eltern wohlhabend sind, muss Pünktchen ohne deren Wissen mit dem Kinderfräulein betteln gehen, weil Fräulein Andachts zweifelhafter Verlobter (Pünktchen nennt ihn „Robert der Teufel“) Geld von ihr erpresst. Beim Betteln lernt Pünktchen Anton kennen, der ebenfalls bettelt, allerdings aus echter Not. Seine Mutter hat eine schwere Operation hinter sich und kann deshalb nicht für den Unterhalt der Familie aufkommen. Trotz ihrer unterschiedlichen Lebensverhältnisse werden Pünktchen und Anton dicke Freunde, die viel miteinander unternehmen.
Höhepunkt der Geschichte ist ein Einbruchsversuch Roberts in die Wohnung der Familie Pogge. Hierfür hat er sich von seiner Verlobten einen Wohnungsplan zeichnen lassen und sich zudem die Hausschlüssel verschafft. Anton, der die Schlüsselübergabe beobachtet hat, warnt die zufällig anwesende Berta telefonisch. Sie alarmiert die Polizei, der Einbrecher trifft jedoch bereits vorher ein und wird von ihr beim Betreten der Wohnung mit einer Turnkeule bewusstlos geschlagen. Gleichzeitig werden Pünktchen und Fräulein Andacht von Herrn und Frau Pogge in flagranti beim Betteln angetroffen. Das Kinderfräulein ergreift daraufhin die Flucht. Die Familie Pogge kehrt heim und trifft dort neben der Haushälterin auch noch die Polizei und den verhafteten Einbrecher an, der von Pünktchen als Verlobter von Fräulein Andacht identifiziert wird. Nachdem er abgeführt worden ist und sich die Aufregung etwas gelegt hat, kann man sich endlich ins Bett begeben.
Pünktchens Vater erkennt durch die Vorkommnisse, dass er soziale Verantwortung trägt, und auch, dass er und seine Frau ihre Tochter vernachlässigt haben. Deshalb dürfen Anton und seine Mutter in die Wohnung der Pogges einziehen. Antons Mutter nimmt nun die Stellung von Fräulein Andacht ein, die nach dem Einbruchversuch geflohen ist.
Zwischen den Kapiteln der Geschichte hat Kästner sogenannte „Nachdenkereien“ eingestreut, in denen er, ausgehend von Details der Geschichte, ethische Fragen anspricht.

## Verfilmungen
- Pünktchen und Anton (1953) – Regie: Thomas Engel (mit Hertha Feiler, Paul Klinger und Jane Tilden)
- Pünktchen und Anton (1958) – Regie: Jörg Schneider (mit Gerda Rist, Paul Bühlmann, Alice Brüngger, Lotte Berlinger)
- Pünktchen und Anton (1999) – Regie: Caroline Link (mit Elea Geissler, Max Felder, Juliane Köhler, August Zirner und Meret Becker).
Caroline Link gewann damit den Bayerischen Filmpreis für Kinderfilm und den Preis für Best Film auf dem Chicago International Children’s Film Festival.

## Comicversion
Von Isabel Kreitz stammt eine Comicumsetzung des Romans (Dressler Verlag, Hamburg 2009, ISBN 978-3-7915-1160-3), die sich grafisch an die Originalillustrationen der Erstausgabe von 1931 (von Walter Trier) anlehnt.

## Kinderoper
Die Kinderoper Pünktchen und Anton mit Musik von Iván Eröd und einem Libretto von Thomas Höft wurde am 8. Mai 2010 in einer Inszenierung von Matthias von Stegmann im Kinderopernzelt der Wiener Staatsoper uraufgeführt.

## Musical
Im Jahr 2010 kam Pünktchen und Anton in der Fassung von Thomas Zaufke (Musik) und Franziska Steiof (Text) auf die Bühne. Die Uraufführung fand am Schauspielhaus Düsseldorf statt.
Im September 2014 feierte die Musicaladaption Pünktchen und Anton von Marc Schubring (Musik) und Wolfgang Adenberg (Liedtexte und Buch) Uraufführung im Jungen Theater Bonn.

## Bühnenfassungen
Kurz vor Weihnachten 1931 wurde Pünktchen und Anton beim Deutschen Theater in der Regie von Gottfried Reinhardt mit Hanna Maron als Pünktchen erstmals auf die Bühne gebracht.
Die Bühne der Jugend führte Pünktchen und Anton 1947 unter der Regie von Hugo Schrader in der Neuen Scala Berlin auf.
Am 26. November 2011 wurde die Bühnenfassung von Volker Ludwig unter dem Titel Pünktchen trifft Anton am Berliner Grips-Theater uraufgeführt. In Ludwigs Neufassung ist der junge Anton ein illegal in Berlin lebender Junge, dessen aus Belarus stammende Mutter keine Aufenthaltsgenehmigung hat. Pünktchen ist die Tochter eines reichen Immobilienmaklers, dessen Frau Charity-Partys für die Berliner Gesellschaft veranstaltet. Diese Bühnenfassung ist die erste Neubearbeitung des klassischen Stoffes, zu der die Kästner-Erben ihre Zustimmung gegeben haben.

## Brettspiel
1967 wurde „Pünktchen und Anton“ als Brettspiel vom Spieleverlag J. W. Spear & Söhne vorgestellt.

### Ausgaben (Auswahl)
- Pünktchen und Anton. Williams & Co., Berlin-Grunewald 1931 (223 Seiten)
- Pünktchen und Anton. Atrium Verlag, Zürich 1999 (Sonderausgabe zum Film von Caroline Link mit vielen farbigen Bildern)

### Sekundärliteratur
- Hanuschek, Sven: Keiner blickt dir hinter das Gesicht: Das Leben Erich Kästners, 1. Aufl. 2024, München: Carl Hanser, 2024
- Tobias Lehmkuhl: Der doppelte Erich. Kästner im Dritten Reich. Rowohlt Berlin Verlag, Berlin 2023
- Hanuschek, Sven: Erich Kästner, 4. Aufl. 2018, Reinbek bei Hamburg: Rowohlt Taschenbuch Verlag, 2004
- Görtz, Franz Josef und Hans Sarkowicz: Erich Kästner. Eine Biographie. 2. Aufl. 1998, München: Piper Verlag, 1998